# Западно-Сибирский металлургический комбинат
Западно-Сибирский металлургический комбинат (ЗСМК, также именуется как Запсиб) — металлургический комбинат в городе Новокузнецке Кемеровской области. Один из крупных металлургических комбинатов СНГ, пятый по величине металлургический комбинат в России.

## История
В 1934 планировалось на Антоновской площадке построить 2-й Кузнецкий металлургический завод.
Строительство завода на Антоновской площадке (2-й Кузнецкий) длилось с 1941 по 1943 гг.
17 августа 1940 года ЦК ВКП(б) и СНК СССР приняли постановление о строительстве второго Кузнецкого металлургического завода в Сибири.
23 января 1941 года бригада плотников прибыла С. Бычкова первой прибыла на Антоновскую площадку.
В феврале 1956 года ХХ съезд КПСС принял решение: «Приступить к строительству Западно-Сибирского металлургического завода.»
19 апреля 1957 года Советом Министров СССР было утверждено проектное задание на строительство Западно-Сибирского металлургического завода недалеко от города Новокузнецк.
В 1961 году заложен фундамент под первую коксовую батарею, которая 1 октября 1963 года выдала первый кокс.
В 1964 году на Антоновской площадке Новокузнецка был запущен Западно-Сибирский металлургический завод, по техническому оснащению, более современное предприятие, чем Кузнецкий металлургический комбинат. 27 июля 1964 года в 5 часов утра комбинат получил первый чугун.
2 сентября 1965 года получен первый прокат на мелкосортном стане «250-2».
22 июня 1967 года получен первый агломерат.

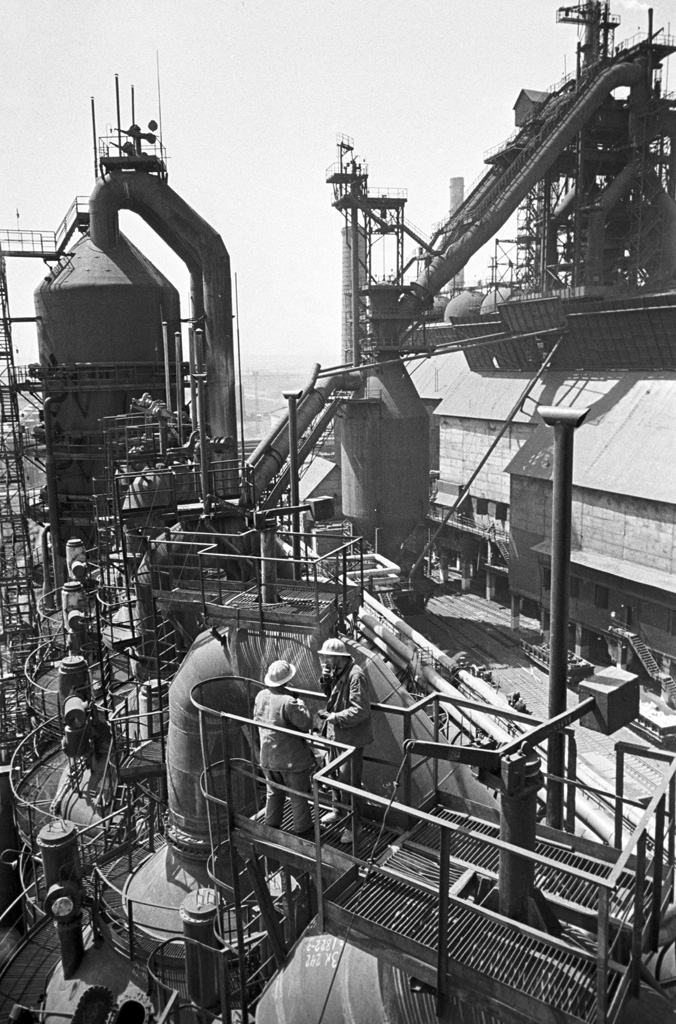
Строительство второй доменной печи Западно-Сибирского металлургического завода в Новокузнецке, 1967

29 декабря 1968 года получена первая в Сибири конвертерная сталь.
27 декабря 1969 года сдан в эксплуатацию блюминг.
В апреле 1970 года сдан непрерывно-заготовочный стан, этим был замкнут полный металлургический цикл. Проводятся научно-практические конференции молодых специалистов.
В период с 1971 по 1980 года в эксплуатацию вводились: 3-я доменная печь, 7-я коксовая батарея, сталепроволочный цех метизного производства.
24 апреля 1974 года вводится в эксплуатацию кислородно-конвертерный цех № 2, а также два конвертера № 4 и № 5.
С 1975 по 1990 годы с КМК до ЗСМК перевозился чугун в миксеровозах.
30 июня 1983 года Западно-Сибирский металлургический завод преобразован в комбинат.
С 1984 с ЗСМК до КМК поставлялся кислород по 25километровому кислородом поводу.
30 ноября 1992 года решением трудового коллектива ЗСМК преобразован в открытое акционерное общество «Западно-Сибирский металлургический комбинат». C 1994 по 2011 брендом ЗСМК был zapsib.
18 мая 1995 года получена первая трубная заготовка машины непрерывного литья заготовок (МНЛЗ).
По состоянию на 1996 год на предприятии работало 35 495 человек.
При участии специалистов СибГИУ и КемГУ была представлена программа дальнейшего развития ЗСМК. Компания является самым крупным предприятием в Сибири, ее составила около 140 млрд рублей.
В 2002 году комбинат был приобретен компанией Евраз и переименован в ОАО «ЕВРАЗ ЗСМК».
31 октября 2002 года введёна в эксплуатацию реконструированная восьмиручьевая сортовая МНЛЗ.
4 февраля 2005 года сдан в эксплуатацию двухпозиционный агрегат печь-ковш, предназначенный для внепечной обработки металла перед разливкой на двух МНЛЗ.
30 июня 2005 года в сталепрокатном производстве получена 5,5 миллионная тонна проволоки.
16 ноября 2005 года получена первая продукция на построенной слябовой МНЛЗ.
В первом квартале 2008 года завершен капитальный ремонт турбокомпрессора № 10 (агрегат производительностью 3000 м³ воздуха в минуту предназначен для обеспечения дутьём кислородного производства комбината). Введена в эксплуатацию установка по очистке сточных вод, используемых в процессе омеднения проволоки в цехе по производству проволоки и метизов. В кислородно-конвертерном цехе № 1 завершен ремонт 160-тонного конвертера № 1, предназначенного для выплавки стали.
С 1 июля 2011 г. ОАО «ЕВРАЗ Объединенный Западно-Сибирский металлургический комбинат» объединил ЗСМК и НКМК.
В 2011 году комплекс на площадке ЗСМК стал называться площадкой строительного проката «ОЗСМК Евраз».
Работают доменный цех с тремя печами, два конвертерных цеха, пять конвертеров, прокатные станы 250, 251, 252, 450.
С 2014 года для производства чугуна на ЕВРАЗ ЗСМК используется пылеугольное топливо. Комбинат одним из первых в России внедрил передовую технологию в доменном процессе.
В 2018 году в состав ЗСМК вошла «Евразруда».
В 2021 году совместно с французской компанией Air Liquide был запущен завод по производству промышленных газов. Завод должен обеспечить до 80 % потребностей компании в технических газах.

## Деятельность
Основная специализация комбината — производство длинного проката, преимущественно для строительной отрасли.
Марки поставляемого угля: Ж — Шахты Осинниковская, Абашевская, Кузнецкая, Есаульская; ГЖ — Полосухинская, Ульяновская, Кузнецкая; К — Шахта Красногорская, Разрез Берёзовский, ООО Ровер, ООО Казтехстальпром, КС — Разрез Междуреченский, Шахты Алардинская, Конюхтинская-Южная, Эдельвейс, Шахта 12, КО — Шахта Распадская-Коксовая, Разрез Шестаки.
На промплощадке расположены ОАО «Евраз ЗСМК» (22 522 работающих), Центральная ТЭЦ, АТП ЗСМК, «Евразтехника», «ЭлектроТехСервис»
Численность работающих: ноябрь 2014 − 22502 человек, июль 2015 — 20402, март 2016 − 20107 , апрель 2018 − 17779, март 2020 − 21848.

### Производство

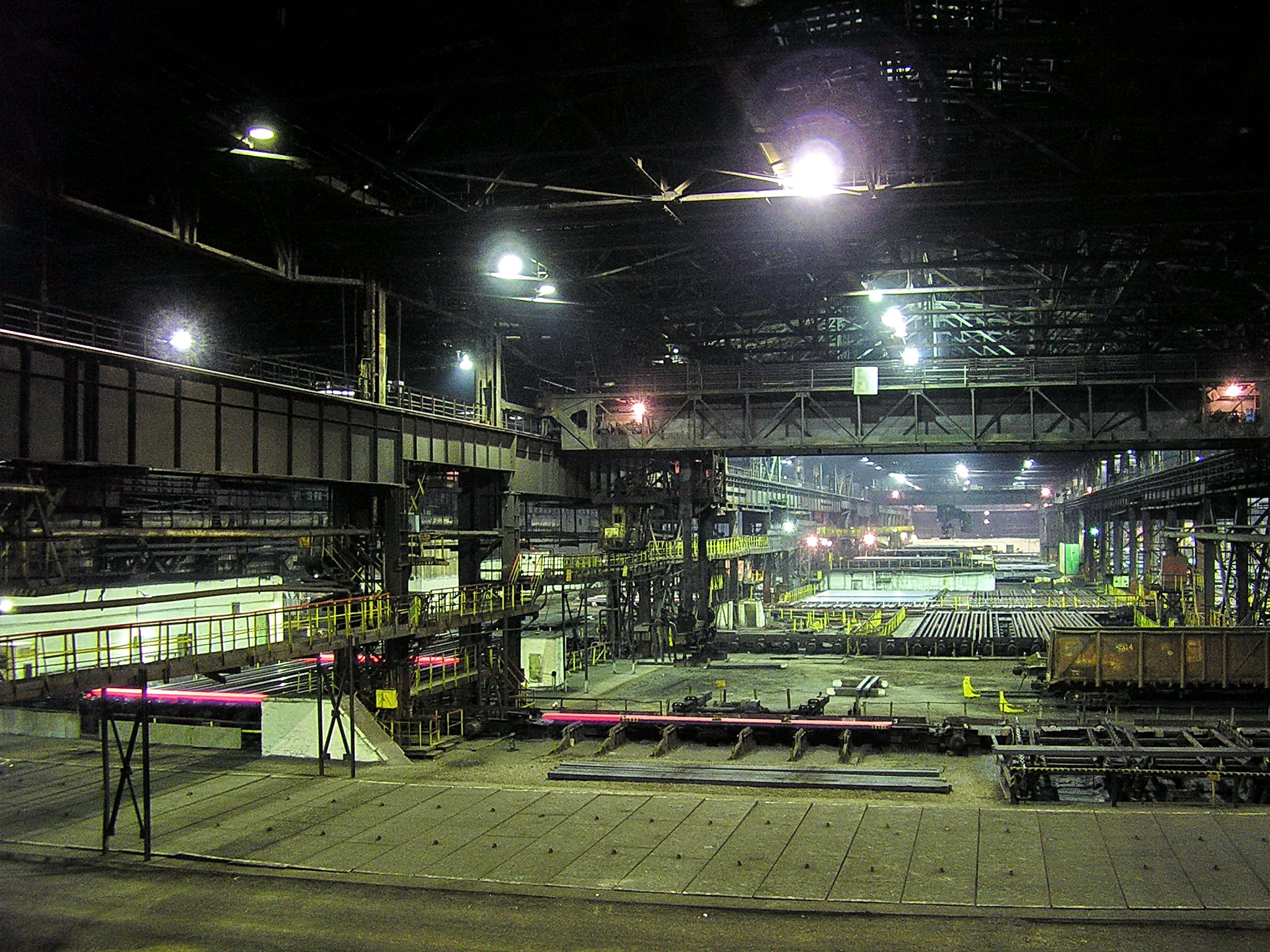
ЗСМК, прокатное производство, обжимной цех, участок СГЗ

На площадке строительного проката имеются следующие цеха:
- Коксохимическое производство
  - углеподготовительный
  - углеобогатительный,
  - 1 коксовый
  - 2 коксовый
  - цех химического улавливания
  - бензольно-ректификационный цех
  - смолоперерабатывающий цех
  - цех фталевого ангидрида,
  - энергоремонтный (специализированный) цех
  - специализированный цех по сервисному обслуживанию и ремонту механического и электрооборудования)
- Аглоизвестковое производство
  - цех обжига извести
  - дробильно-сортировочная фабрика
  - агломерационный цех
  - насосно-шламовый цех
- Доменный цех — 3 доменные печи (по 2100 , 1179, 2140 т в год)
- Сталеплавильное производство
  - кислородно-конвертерный № 1, оснащённый тремя конвертерами ёмкостью по 160 тонн,
  - кислородно-конвертерный № 2 с двумя конвертерами ёмкостью по 350 тонн, установкой "печь-ковш"сортовой и слябовой МНЛЗ[15],
  - цех подготовки составов
  - копровый
- Прокатное производство -выпускает 9 видов продукции: арматурный прокат, круги, квадрат, полосу, уголки, швеллеры, балки, шахтную стойку, горячекатаные слябы. Весь выпускаемый сортамент составляет более 200 разновидностей продукции (профилеразмеры, классы прочности).
  - обжимной
  - сортопрокатный (мелкосортный стан «250-1», мелкосортный стан «250-2», проволочный стан «250-1»)
  - среднесортный (стан «450»)
  - вальцетокарный)
  - Сталепроволочный (в 1980-х годах)-выпускает более 200 видов проволоки, арматуру, сварочные электроды, строительные гвозди и сетку-рабицу.
- Сталепрокатное производство
  - цех производства проволоки и метизов
  - цех товаров народного потребления
  - цех производства сварных труб и сварочных электродов
  - цех технологического обеспечения

На площадке рельсового проката имеются
- сталеплавильное производство
  - ЭСПЦ -(две дуговые электросталеплавильные печи, два агрегата комплексной обработки стали «печь-ковш», вакууматор, две сортовые МНЛЗ)
- прокатное производство
  - рельсобалочный цех
  - листопрокатный цех (до июля 2013)
  - цех сортового проката (до сентября 2014)?

После реструктуризации в 2002 году входит в финансово-промышленную группу Евразхолдинг.

## Продукция
Основные виды продукции:
- Коксохимическая продукция,
- Металлургическая продукция,
- Прокатная продукция,
- Проволока
- Порошковая проволока и лента,
- Товары народного потребления.

Виды продукции — Сталь арматурная горячекатанная для ЖБК, Сталь арматурная термически упрочнённая для ЖБК, Круглый прокат, Двутавры с параллельными гранями полок, Уголки равнополочные (ГОСТ 8509-93) , Шестигранник, Листовой прокат
Мощности комбината — 8 млн. тонн стали в год. В 2005 году комбинат произвел 5,5 млн. тонн, что составляет около 8 % российского производства.
по данным 2012 г., объём производства кокса 3667 тыс.т. , чугуна — 5700 тыс. т., стали 7300 тыс. т. , готового проката — 6300 тыс. т. . В 2018 году ЗСМК произвёл 5 млн т чугуна, 6 млн т стали, 3.4 млн т товарного концентрата.
Производство в 2021 году — чугуна 5,7 млн т;стали 7,3 млн т

## Экология

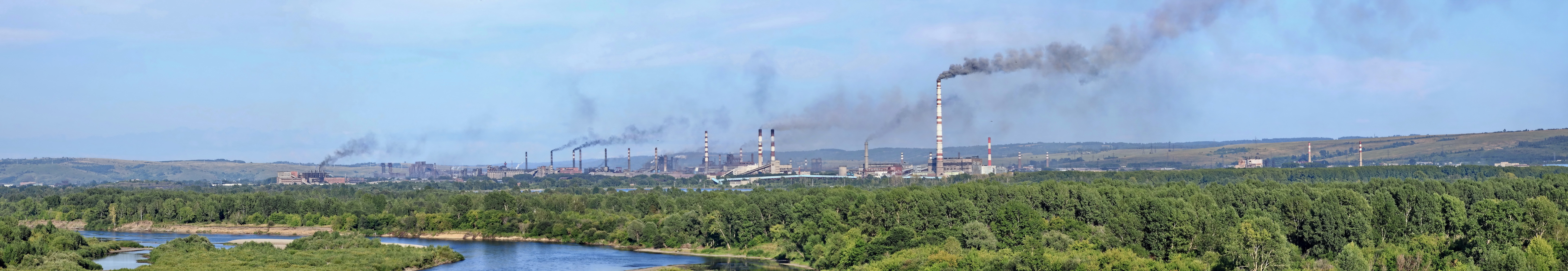
Западно-Сибирский металлургический комбинат

Объем выбросов 212 тыс. т/год (2015).
Объем выбросов за 2019 год, составил 241084,283 тонн, за 2018 год 233 тыс. тонн
году. Твердые отходы размещаются в шлаковом отвале.

## Собственники и руководство

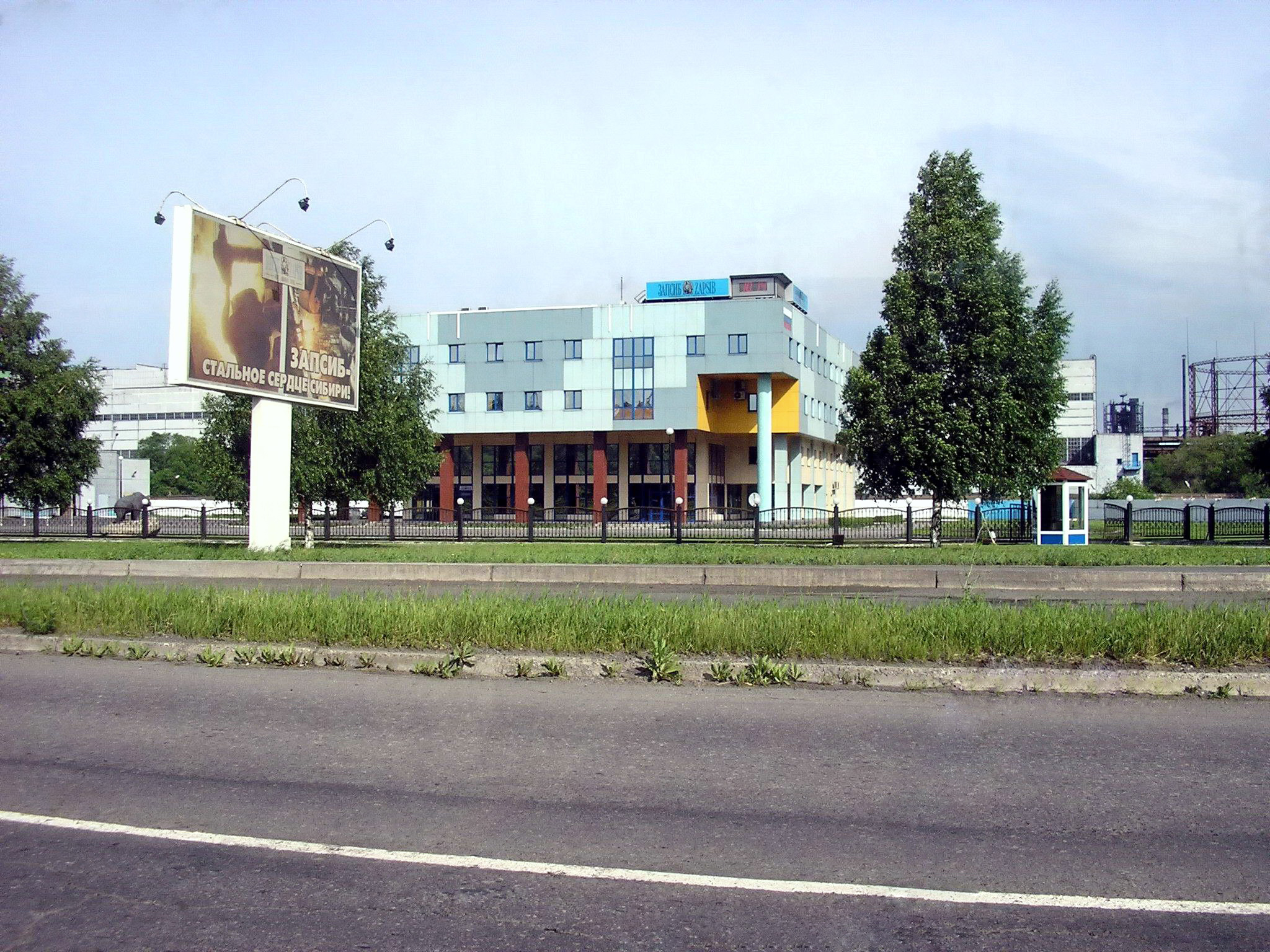
ЗСМК Заводоуправление

После предоставления кредита $1,8 млрд «Евразу» представители Внешэкономбанка (ВЭБ) в феврале 2009 года вошли в состав совета директоров ЗСМК. Представители ВЭБа делегированы для контроля над расходованием компанией предоставленных кредитов.

### Основной акционер
«Евразхолдинг» владеет 99,9 % акций «Запсиба», являющегося вторым по величине активом «Евразхолдинга».

#### Акции
Биржевой тикер — ZSMK. Выпущено 12 783 акции. Обращаются в RTS Board.

### Директора
- Смирнов, Виктор Дмитриевич 1957—1962
- Климасенко, Леонид Сергеевич 1962—1974
- Кугушин, Александр Андреевич 1975—1980
- Ашпин, Борис Иннокентьевич 1980—1986
- Кустов, Борис Александрович 1986—1994
- Айзатулов, Рафик Сабирович 1994—1998
- Лаврик, Александр Никитович 1998—2001
- Смолянинов, Анатолий Георгиевич 2001—2002
- Носов, Сергей Константинович 2002—2004
- Мокринский, Андрей Викторович 2004—2006
- Нугуманов, Рашид Фасхиевич 2006—2009
- Юрьев, Алексей Борисович 2009—2019

#### Производственно-технические директора
- Головатенко, Алексей Валерьевич 2019—2023

#### Директора Второго Кузнецкого завода
- Набойщиков, Пётр Никифорович 1940—1942.
- Романько, Иван Николаевич — c 1942

## Награды
22 января 1971 года завод был награждён орденом Ленина «За достигнутые трудящимися Западно-Сибирского металлургического завода большие успехи в увеличении выпуска металла и ускоренное освоение проектных мощностей промышленных объектов».
- Орден Ленина 1971
- Международная награда: «Золотая звезда Арки Европы» 1993
- Знак «Золотой глобус» 1994

### Герои Социалистического Труда и Герои труда РФ
- Ашпин, Борис Иннокентьевич — 1986
- Гайнанов, Сайдль Абрар — 1966
- Нечай, Алексей Сидорович — 1970
- Соломин, Василий Демидович — 1976
- Шишкин, Василий Алексеевич — 1971
- Ющенко, Владимир Викторович — 1971
- Суслякова, Людмила Егоровна — 2021